# Hans Hackmack
Hans Friedrich Ludwig Hackmack (* 11. April 1900 in Hamburg; † 28. Mai 1970 in Bremen) war ein Journalist und Zeitungsverleger (Weser-Kurier).

## Biografie
Hackmack absolvierte seine Lehre als Kaufmann in Hamburg. Ab 1916 war er bereits in der Jugend der Arbeiterbewegung aktiv. 1918 trat er der USPD bei. Der Journalist Alfred Faust, Chefredakteur der Bremer Arbeiterzeitung, holte ihn als Mitarbeiter der Zeitung nach Bremen. 1922 wechselte er zusammen mit der Rumpf-USPD zur SPD über. Er wurde Redakteur der Bremer Volkszeitung, die nun von Faust und Wilhelm Kaisen geleitet wurde. Er schrieb viele politische Artikel mit dem Schwerpunkt im lokalen und kulturellen Bereich. 1927 trat er dem Reichsbanner Schwarz-Rot-Gold bei und übernahm im April 1931 die Funktion des stellvertretenden Bezirksleiters an der Seite von Oskar Drees. 1933 war er kurzzeitig Mitglied der Bremischen Bürgerschaft. Nach dem Verbot der Zeitung durch die Nationalsozialisten war er ab 1933 als kaufmännischer Angestellter bei verschiedenen Firmen – u. a. bei einer Kaffeefirma – tätig. 1935 wurde er wegen seiner illegalen politischen Arbeit zu drei Jahren Zuchthaus verurteilt und musste im KZ Börgermoor im Emsland und im KZ Oranienburg sowie im Zweiten Weltkrieg für die Organisation Todt Schwerstarbeit verrichten.
1945 war er in Bremen in der Kampfgemeinschaft gegen den Faschismus tätig, schied aber einige Jahre später aus, als die Organisation von den Kommunisten beherrscht wurde. Hackmack erhielt 1945 von der Militärregierung der Amerikanischen Besatzungszone die Lizenz zur Herausgabe einer Zeitung, die den Namen Weser-Kurier trug und am 19. September 1945 erstmals erschien. Hackmack war zunächst alleiniger Lizenzträger und Herausgeber der Zeitung, dann kamen der Kommunist und Kaufmann Bernhard Peters (der bald ausschied) und 1947 der parteilose – jedoch der CDU nahestehende – Felix von Eckardt als Lizenzträger hinzu. Eckardt war bis 1951 beim Weser-Kurier auch als Chefredakteur tätig. 1952 übernahm der Kaufmann Hermann Rudolf Meyer die Verlagsanteile von Eckardt und erwarb 1956 weitere Anteile von Hackmack, so dass beide den Verlag paritätisch besaßen. Meyers Einfluss erweiterte sich danach deutlich. Hackmack schied, nachdem er zunehmend schwerhöriger wurde, 1960 aus der Geschäftsführung des Weser-Kurier aus.
Hackmack war von 1946 bis 1948 als SPD-Mitglied erneut in der Bremer Bürgerschaft. Er war ein Förderer der Deutschen Gesellschaft zur Rettung Schiffbrüchiger (DGzRS).
Hackmack war seit dem 28. Mai 1921 mit Emma Marie geb. Kühn (1899–1987) verheiratet. Die Eheschließung fand in Bremen statt. Hans Hackmack starb am 28. Mai 1970 um 03:15 Uhr im Krankenhaus Findorff in der Walsroder Straße 3–7 in Bremen im Alter von 70 Jahren. Er wohnte zuletzt in der Parkallee 109 in Bremen.
2009 bis 2013 leitete der Enkel Ulrich Hackmack den aus dem Weser-Kurier entstandenen Verlag Bremer Tageszeitungen AG.

## Ehrungen
- Die Hans-Hackmack-Straße in Bremen – Obervieland trägt seinen Namen.
- 1996 erhielt zu seinen Ehren der Seenotkreuzer Hans Hackmack der DGzRS seinen Namen. Das Beiboot erhielt den Vornamen von Hackmacks Ehefrau Emmi.